# Kinnegad
Kinnegad (Cionn Átha Gad em irlandês) é uma cidade da Irlanda e é situada no condado de Westmeath. Possui 2.662 habitantes (censo de 2011).